# Qualifications pour la Coupe du monde de rugby à XV 2019
Navigation
Qualifications Coupe du monde 2015 Qualifications Coupe du monde 2023
Les qualifications pour la Coupe du monde de rugby à XV 2019  mettent aux prises des équipes nationales de rugby à XV afin de qualifier huit formations qui disputeront la phase finale avec les douze équipes qualifiées d’office.

## Les 20 qualifiés
Les trois premiers de chacune des quatre poules du premier tour de la Coupe du monde 2015, ainsi que le pays organisateur sont qualifiés d’office pour l’édition 2019. Le Japon, pays organisateur, est également arrivé dans les trois premiers de sa poule, 12 nations sont donc qualifiées d'office. Les huit autres tickets sont attribués via des qualifications continentales.
| Ordre de qualification | Équipe           | Qualifié en tant que                                                                          | Date de qualification | Phases finales | Nb d'apparitions consécutives | Dernière participation | Meilleure performance passée                                     |
| ---------------------- | ---------------- | --------------------------------------------------------------------------------------------- | --------------------- | -------------- | ----------------------------- | ---------------------- | ---------------------------------------------------------------- |
| 1                      | Japon            | Pays organisateur aurait pu être qualifié au titre de 3e de la poule B la Coupe du monde 2015 | 28 juillet 2009       | 9e             | 9                             | 2015                   | Phase de poules (1987, 1991, 1995, 1999, 2003, 2007, 2011, 2015) |
| 2                      | Pays de Galles   | 2e de la poule A de la Coupe du monde 2015                                                    | 1er octobre 2015      | 9e             | 9                             | 2015                   | 3e (1987)                                                        |
| 3                      | France           | 2e de la poule D de la Coupe du monde 2015                                                    | 1er octobre 2015      | 9e             | 9                             | 2015                   | Finaliste (1987, 1999, 2011)                                     |
| 4                      | Nouvelle-Zélande | 1er de la poule C de la Coupe du monde 2015                                                   | 2 octobre 2015        | 9e             | 9                             | 2015                   | Vainqueur (1987, 2011, 2015)                                     |
| 5                      | Afrique du Sud   | 1er de la poule B de la Coupe du monde 2015                                                   | 3 octobre 2015        | 7e             | 7                             | 2015                   | Vainqueur (1995, 2007)                                           |
| 6                      | Australie        | 1er de la poule A de la Coupe du monde 2015                                                   | 3 octobre 2015        | 9e             | 9                             | 2015                   | Vainqueur (1991, 1999)                                           |
| 7                      | Argentine        | 2e de la poule C de la Coupe du monde 2015                                                    | 4 octobre 2015        | 9e             | 9                             | 2015                   | 3e (2007)                                                        |
| 8                      | Irlande          | 1er de la poule D de la Coupe du monde 2015                                                   | 4 octobre 2015        | 9e             | 9                             | 2015                   | Quart de finale (1987, 1991, 1995, 2003, 2011, 2015)             |
| 9                      | Angleterre       | 3e de la poule A de la Coupe du monde 2015                                                    | 6 octobre 2015        | 9e             | 9                             | 2015                   | Vainqueur (2003)                                                 |
| 10                     | Écosse           | 2e de la poule B de la Coupe du monde 2015                                                    | 7 octobre 2015        | 9e             | 9                             | 2015                   | 4e (1991)                                                        |
| 11                     | Géorgie          | 3e de la poule C de la Coupe du monde 2015                                                    | 9 octobre 2015        | 5e             | 5                             | 2015                   | Phase de poules (2003, 2007, 2011, 2015)                         |
| 12                     | Italie           | 3e de la poule D de la Coupe du monde 2015                                                    | 11 octobre 2015       | 9e             | 9                             | 2015                   | Phase de poules (1987, 1991, 1995, 1999, 2003, 2007, 2011, 2015) |
| 13                     | États-Unis       | Vainqueur du tour 3B de la zone Amériques                                                     | 1er juillet 2017      | 8e             | 6                             | 2015                   | Phase de poules (1987, 1991, 1999, 2003, 2007, 2011, 2015)       |
| 14                     | Fidji            | 1er de la zone Océanie                                                                        | 8 juillet 2017        | 8e             | 6                             | 2015                   | Quart de finale (1987, 2007)                                     |
| 15                     | Tonga            | 2e de la zone Océanie                                                                         | 15 juillet 2017       | 8e             | 7                             | 2015                   | Phase de poules (1987, 1995, 1999, 2003, 2007, 2011, 2015)       |
| 16                     | Uruguay          | Vainqueur du tour 3C de la zone Amérique                                                      | 3 février 2018        | 4e             | 2                             | 2015                   | Phase de poules (1999, 2003, 2015)                               |
| 17                     | Russie           | 1er de la zone Europe par défaut                                                              | 15 mai 2018           | 2e             | 1                             | 2011                   | Phase de poules (2011)                                           |
| 18                     | Samoa            | Vainqueur du barrage Europe/Océanie                                                           | 14 juillet 2018       | 8e             | 8                             | 2015                   | Quart de finale (1991, 1995)                                     |
| 19                     | Namibie          | 1er de la zone Afrique                                                                        | 18 août 2018          | 6e             | 6                             | 2015                   | Phase de poules (1999, 2003, 2007, 2011, 2015)                   |
| 20                     | Canada           | Vainqueur du tournoi de repêchage                                                             | 23 novembre 2018      | 9e             | 9                             | 2015                   | Quart de finale (1991)                                           |

## Qualifications
Huit places sont à attribuer par le biais des qualifications continentales, puis d'un repêchage avec la répartition suivante  :
- 1 qualifié pour la zone Afrique [2] : le vainqueur de la Rugby Africa Gold Cup 2018 se qualifiera pour la RWC 2019. Le finaliste pourra jouer le tournoi de repêchage – Afrique 1.
- 2 qualifiés pour la zone Amérique :

Amérique 1 : le Canada et les États-Unis s'affrontent en deux matches. Les États-Unis, vainqueurs des deux rencontres sont qualifiés pour la RWC 2019. 

Amérique 2 : Le perdant, le Canada, joue deux matches contre l'Uruguay, équipe la mieux classée des équipes sud-américaines (Argentine exceptée). L'Uruguay, vainqueur de ces deux rencontres est qualifié pour la RWC 2019. Le Canada perdant disputera le tournoi de repêchage.
- 1 qualifié pour la zone Europe : la Russie, équipe la mieux classée du Championnat européen international 2017-2018 (Géorgie exceptée) est qualifiée.
- 2 qualifiés pour la zone Océanie : deux équipes se qualifient pour la RWC 2019 à travers le championnat des Tri-Nations du Pacifique qui est disputé au mois de juin en 2016 et en 2017. Résultats : Océanie 1 sont les Fidji et Océanie 2 les Tonga. Les Samoa joueront le play-off éliminatoire de la zone Europe/Océanie.
- 1 qualifié éliminatoire pour la zone Europe/Océanie (play-off) : l'équipe qui arrive à la troisième place des Tri-Nations du Pacifique (Samoa) jouera les éliminatoires en deux matches contre le vainqueur du quatrième tour des qualifications de la zone Europe opposant le Portugal à la deuxième équipe la mieux classée du Championnat européen international 2017-2018 (excepté la Géorgie). Le vainqueur des deux rencontres sera qualifié pour la RWC 2019. Le perdant aura encore une chance lors du tournoi de repêchage – Éliminatoire 1.
- Eliminatoires pour le repêchage zone Asie/Océanie (play-off) : Hong Kong, l'équipe la mieux classée du Asian Rugby Championship (excepté le Japon) jouera deux matches contre le vainqueur de l'Oceania Cup (Îles Cook à la suite de la disqualification de Tahiti). Le vainqueur des deux rencontres sera qualifié pour le tournoi de repêchage.
- 1 qualifié par les repêchages : Le Canada sort gagnant du tournoi de repêchage qui a vu s'affronter quatre équipes :

1. finaliste du Rugby Africa Championship (Kenya) ;
2. perdant du play-off de la zone Amériques (Canada) ;
3. perdant du play-off de la zone Europe 2/Océanie 3 (Allemagne);
4. vainqueur du play-off de la zone Asie/Océanie (Hong-Kong).

Le vainqueur sera qualifié pour la Coupe du monde 2019.
Le premier match qualificatif a lieu le 5 mars 2016 à Kingston et oppose la Jamaïque à  Saint-Vincent-et-les-Grenadines. La nation hôte s'impose 48 à 0.

### Afrique
Le vainqueur de l'Africa Rugby Gold Cup 2018 se qualifie pour la Coupe du monde 2019, le second se qualifie pour le tournoi de repêchage.
| Rang | Nation   | J | V | N | D | Bo | Bd | Pm  | Pe  | Diff | Pts |
| ---- | -------- | - | - | - | - | -- | -- | --- | --- | ---- | --- |
| 1    | Namibie  | 5 | 5 | 0 | 0 | 5  | 0  | 347 | 69  | +278 | 25  |
| 2    | Kenya    | 5 | 4 | 0 | 1 | 1  | 0  | 206 | 135 | +71  | 17  |
| 3    | Ouganda  | 5 | 2 | 0 | 3 | 2  | 0  | 160 | 172 | -12  | 10  |
| 4    | Tunisie  | 5 | 2 | 0 | 3 | 1  | 0  | 66  | 279 | -213 | 9   |
| 5    | Zimbabwe | 5 | 1 | 1 | 3 | 1  | 1  | 139 | 162 | -23  | 8   |
| 6    | Maroc    | 5 | 0 | 1 | 4 | 0  | 1  | 99  | 197 | -98  | 3   |

|  | Qualifié pour la Coupe du monde 2019  |
|  | Qualifié pour le tournoi de repêchage |

### Amériques

#### Championnat d'Amérique du Sud 2017
Le vainqueur de la division A du championnat d'Amérique du Sud 2017 est qualifié pour le barrage américain, et c'est l'Uruguay qui prend cette place.
| Rang | Nation   | J | V | N | D | Pm  | Pe  | Diff | Pts |
| ---- | -------- | - | - | - | - | --- | --- | ---- | --- |
| 1    | Uruguay  | 3 | 3 | 0 | 0 | 113 | 57  | +56  | 9   |
| 2    | Chili    | 3 | 2 | 0 | 1 | 92  | 44  | +48  | 4   |
| 3    | Brésil   | 3 | 1 | 0 | 2 | 94  | 62  | +32  | 4   |
| 4    | Paraguay | 3 | 0 | 0 | 3 | 32  | 168 | -136 | 0   |

|  | Qualifié pour le barrage américain |

#### Canada-USA
Une place de qualification est attribuée entre le Canada et les États-Unis, qui se la disputent au meilleur des deux matches. Le perdant devra passer par le barrage.
| 24 juin 2017 | Canada | 28 - 28 | États-Unis | Hamilton |
| 24 juin 2017 |        |         |            | Hamilton |
| 24 juin 2017 |        |         |            | Hamilton |

| 1er juillet 2017 | États-Unis | 52 - 16 | Canada | San Diego |
| 1er juillet 2017 |            |         |        | San Diego |
| 1er juillet 2017 |            |         |        | San Diego |

Les États-Unis sont qualifiés directement pour la Coupe du monde 2019 en gagnant 80-44 au cumul sur les deux matches. Le Canada devra quant à lui affronter l'Uruguay en barrage.

#### Barrage

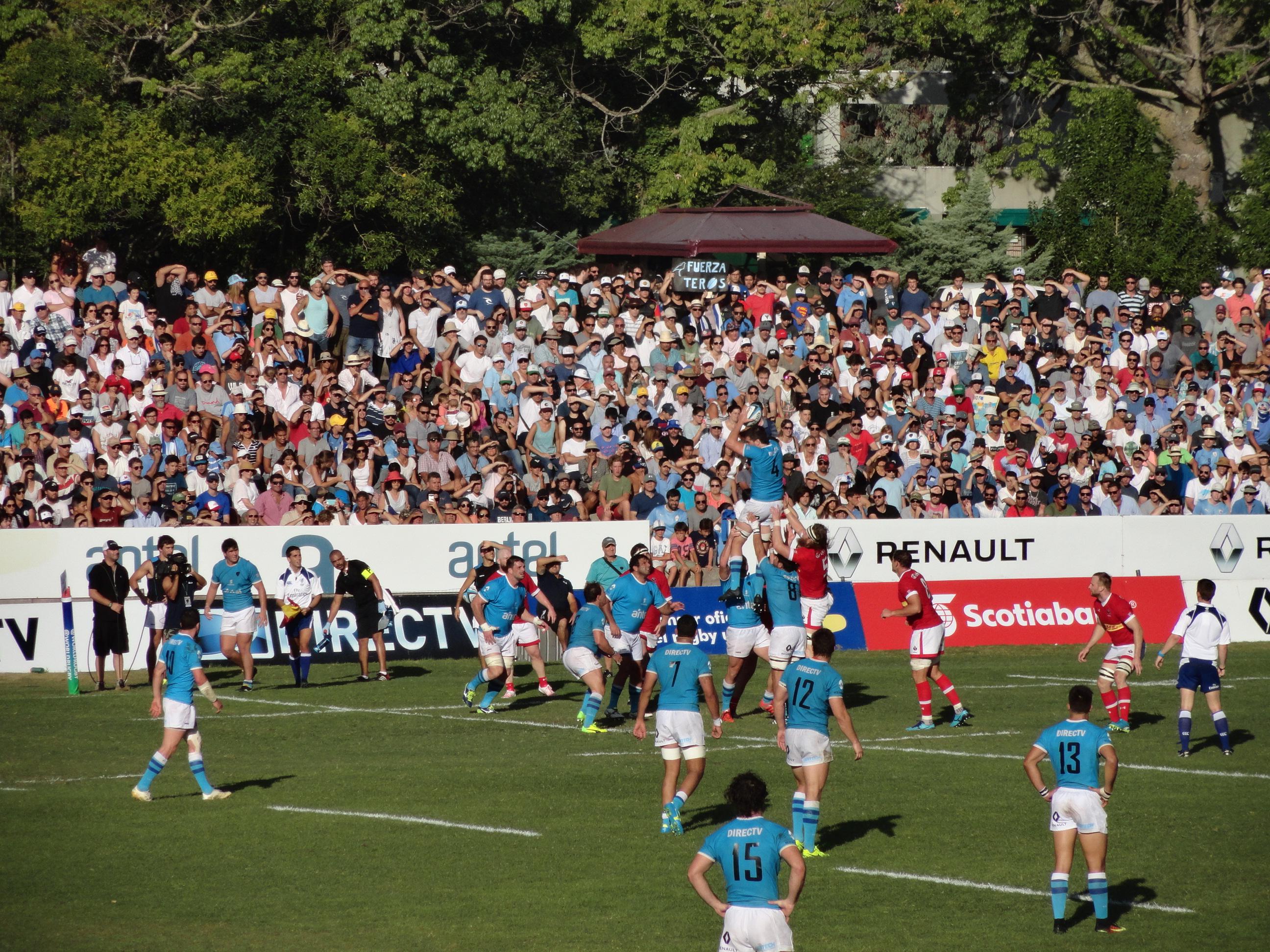
Uruguay vs Canada

Le Canada et l'Uruguay s'affrontent au meilleur des deux matches en janvier et février 2018. Le vainqueur se qualifiera pour la Coupe du monde 2019, l'autre devra passer par le tournoi de repêchage.
| 27 janvier 2018 | Canada | 29 - 38 | Uruguay | Vancouver |
| 27 janvier 2018 |        |         |         | Vancouver |
| 27 janvier 2018 |        |         |         | Vancouver |

| 3 février 2018 | Uruguay | 32 - 31 | Canada | Montevideo |
| 3 février 2018 |         |         |        | Montevideo |
| 3 février 2018 |         |         |        | Montevideo |

### Asie
Le vainqueur de l'Asia Rugby Championship 2018 affrontera le vainqueur de l'Oceania Cup 2017 pour obtenir une place en tournoi de repêchage

### Europe
Un classement est établi en prenant en compte les résultats du Championnat européen international 2017 et ceux du Championnat européen international 2018, à l'exception des matches contre la Géorgie, déjà qualifiée pour la Coupe du monde. L'équipe terminant première se qualifie directement pour celle-ci, le second affronte le troisième de la zone Océanie lors d'un barrage aller-retour.
| Rang | Pays      | J | V | N | D | Bo | Bd | Pm  | Pe  | Diff | Pts  |
| ---- | --------- | - | - | - | - | -- | -- | --- | --- | ---- | ---- |
| 1    | Russie    | 8 | 4 | 0 | 4 | 3  | 1  | 226 | 144 | +82  | 20   |
| 2    | Allemagne | 8 | 2 | 0 | 6 | 0  | 0  | 149 | 446 | -297 | 8    |
| 3    | Roumanie  | 8 | 6 | 0 | 2 | 4  | 1  | 296 | 126 | +170 | -1¹  |
| 4    | Espagne   | 8 | 6 | 0 | 2 | 2  | 0  | 217 | 85  | +132 | -14¹ |
| 5    | Belgique  | 8 | 2 | 0 | 6 | 0  | 3  | 170 | 257 | -87  | -19¹ |

|  | Qualifiée pour la Coupe du monde |
|  | Qualifiée pour le barrage        |

¹ L'Espagne a eu 40 points de pénalité pour avoir disputé des matches avec des joueurs non qualifiés. Pour la même raison, la Roumanie et la Belgique ont eu 30 points de pénalité.

### Océanie
Les deux équipes ayant obtenu les meilleurs résultats aux Pacific Nations Cup 2016 et 2017 se qualifient directement pour la Coupe du monde de rugby à XV 2019, le troisième devra disputer un barrage contre la deuxième meilleure équipe du Championnat de rugby européen. Le vainqueur de l'Oceania Cup se qualifie quant à lui pour un barrage contre une équipe asiatique dont le vainqueur sera qualifié pour le tournoi de repêchage.

#### Pacific Nations Cup 2016/2017
Les Fidji se qualifient aisément pour la coupe du monde, alors que les Tonga obtiennent leur ticket aux dépens des Samoa grâce à un petit point de bonus défensif. Les Samoa doivent alors passer par un barrage contre le deuxième du Championnat de rugby européen.
| Rang | Nation | J | V | N | D | Bo | Bd | Pm  | Pe  | Diff | Pts |
| ---- | ------ | - | - | - | - | -- | -- | --- | --- | ---- | --- |
| 1    | Fidji  | 4 | 4 | 0 | 0 | 1  | 0  | 101 | 60  | +41  | 17  |
| 2    | Tonga  | 4 | 1 | 0 | 3 | 0  | 2  | 68  | 93  | -25  | 6   |
| 3    | Samoa  | 4 | 1 | 0 | 3 | 0  | 1  | 88  | 104 | -16  | 5   |

|  | Qualifié pour la Coupe du monde 2019 |
|  | Qualifié pour les barrages           |

#### Oceania Cup 2017
Après le forfait de la Papouasie-Nouvelle-Guinée, seules deux nations se disputent la coupe. Tahiti bat les Îles Cook et se qualifie pour les éliminatoires du tournoi de repêchage. Cependant, après cette victoire, Tahiti est disqualifié et World Rugby envoie les Îles Cook en repêchages.
| 4 août 2017 | Îles Cook                                   | 9 - 13 | Tahiti                                                                                 | BCI Stadium, Rarotonga |
| 4 août 2017 | Pénalité(s) : 3/4 Jamian Iroa 11e, 39e, 41e |        | Essai(s) : Vincent Perez 30e Guillaume Brouqui 44e Pénalité(s) : 1/1 Andoni Jimenez 2e | BCI Stadium, Rarotonga |
| 4 août 2017 |                                             |        |                                                                                        | BCI Stadium, Rarotonga |

### Barrages
Les Samoa rencontrent le vainqueur du quatrième tour européen de qualification opposant l'Allemagne au Portugal et se qualifie. Tandis que Hong-Kong se qualifie au détriment des Iles Cook.
Les scores sont les additions des matches aller et retour. 
|  | Samoa | 108 - 43 | Allemagne |  |
|  |       |          |           |  |
|  |       |          |           |  |

|  | Hong Kong | 77 - 3 | Îles Cook |  |
|  |           |        |           |  |
|  |           |        |           |  |

L'Allemagne et Hong-Kong ont encore une chance de se qualifier au repêchage.

### Repêchage
Le Canada sort gagnant du tournoi de repêchage ayant eu lieu en novembre 2018, en terrain neutre (à Marseille) ; il est le dernier qualifié pour la Coupe du monde 2019, le 23 novembre 2018.
| Rang | Pays      | J | V | N | D | Bo | Bd | Pm  | Pe  | Diff | Pts |
| ---- | --------- | - | - | - | - | -- | -- | --- | --- | ---- | --- |
| 1    | Canada    | 3 | 3 | 0 | 0 | 2  | 0  | 121 | 39  | +82  | 14  |
| 2    | Allemagne | 3 | 2 | 0 | 1 | 1  | 0  | 79  | 44  | +35  | 9   |
| 3    | Hong Kong | 3 | 1 | 0 | 2 | 1  | 0  | 61  | 70  | -9   | 5   |
| 4    | Kenya     | 3 | 0 | 0 | 3 | 0  | 0  | 42  | 150 | -108 | 0   |

|  | Qualifié pour la Coupe du monde 2019 |